# Florbela Malaquias
Florbela Catarina "Bela" Malaquias (Luena, 26 de janeiro de 1959) é uma ativista política, jornalista, escritora, ex-militar e advogada angolana. Sua carreira política iniciou-se como ativista da União Nacional para a Independência Total de Angola (UNITA), sendo, posteriormente, fundadora e primeira presidente do Partido Humanista de Angola (PHA). Participante da guerra civil, tinha a patente de capitã do braço armado da UNITA, as Forças Armadas de Libertação de Angola (FALA). Com seu novo partido, o PHA, foi eleita, em 2022, para a Assembleia Nacional.

## Biografia
Nascida em Luena, em 26 de janeiro de 1959, seu pai é Nelson Malaquias, funcionário da Companhia do Caminho de Ferro de Benguela, e sua mãe é Amélia Malaquias, trabalhadora doméstica. Nelson Malaquias foi um activista anticolonial que, em 1966, tornou-se um dos organizadores das primeiras células da UNITA na província do Moxico. Foi detido pela Polícia Internacional e de Defesa do Estado (PIDE) e encarcerado no Huambo. A sua mãe Amelia, com seis filhos, dentre eles Florbela, foi internada no Presídio de São Nicolau (também conhecido como Centro Prisional do Bentiaba), na província do Namibe.
Como a militância política da família na UNITA a envolvia desde a sua infância, passou a fazer parte dos quadros da ala feminina do partido, a Liga da Mulher Angolana (LIMA), ainda na adolescência. Foi a autora do hino da LIMA.
Serviu nas FALA ainda nas guerras de independência angolana. Participou também na guerra civil contra o recém-independente Estado angolano. Ocupou cargos de comando, chegando ao posto de capitã das FALA. Sua capacidade comunicativa a projetou para tornar-se locutora da rádio partidária "Voz da Resistencia do Galo Negro-Angola" (VORGAN), apresentando vários programas informativos. Foi neste período que ganhou a alcunha de "Bela".
Enquanto estava em Jamba do Cuando, capital de facto da UNITA, Florbela Malaquias entrou em conflito com Jonas Savimbi, manifestando desacordo com o exacerbado patriarcalismo, militarismo e um culto à personalidade no entorno do líder da UNITA. Neste período o partido, sob ordens de Savimbi, levou a cabo repressões contra suspeitos de conspiração e espionagem, além de execuções com rituais tribais e místicos, das quais as mulheres foram as principais vítimas — episódios conhecidos como "Setembro Vermelho". No outono de 1983, Florbela Malaquias conseguiu fugir de um base da UNITA em Bailundo, onde estava encarcerada acusada de traição e feitiçaria, e depois mudar-se para Luanda. Conseguiu escapar, mas Eugénio Manuvakola, então seu marido, continuou sob custódia do partido. Somente não foi morta na Jamba por intervenção de seu primo, Samuel Epalanga, influente liderança do partido e chefe dos serviços de inteligência da UNITA, a Brigada Nacional de Defesa do Estado (Brinde) — justamente a organização responsável pelos assassinatos extrajudiciais ordenados por Savimbi.
Passou a trabalhar como locutora e depois como administradora da emissora estatal Rádio Nacional de Angola (RNA). No período licenciou-se pela Faculdade de Direito da Universidade Agostinho Neto e passou a exercer advocacia na esfera económica. Tornou-se também mestre em ciências jurídico-empresariais.
Em novembro de 2019, Florbela Malachias publicou o livro Heroínas da Dignidade: Memórias de guerra, um invulgar testemunho de um feminicídio e da desmistificação da figura idolatrada de Jonas Savimbi. Ela caracterizou Savimbi negativamente e detalhou os episódios da "caça às bruxas" na Jamba. A descrição dos episódios provocou uma forte reação de negação por parte dos representantes da UNITA. Foi instaurado um processo criminal devido a ameaças de morte contra ela. A publicação e as ameaças subsequentes aumentaram dramaticamente a proeminência nacional de Bela Malaquias, tornando-a uma voz associada ao combate ao feminicídio, à violência contra a mulher e à pedofilia.
Em 21 de dezembro de 2020 Florbela Malaquias deu início à criação do Partido Humanista de Angola (PHA). Em 27 de maio de 2022, três meses antes das eleições parlamentares de 2022, o Tribunal Constitucional de Angola publicou o registro do PHA. Bela Malaquias ficou em primeiro lugar nas eleições internas de definição da lista partidária, tornando-se a única mulher na história política de Angola a encabeçar uma lista eleitoral parlamentar. O principal eslogã eleitoral do PHA é "Humanize Angola!", com sua plataforma política focando fortemente nas mulheres angolanas. Durante a votação de 24 de agosto de 2022, o partido de Bela recebeu mais de 63 mil votos — 1,02% do eleitorado. Isto deu à PHA dois mandatos parlamentares. A própria Malaquias tornou-se membro da Assembleia Nacional.

## Vida pessoal
Florbela Malaquias é residente no Huambo. Divorciada de Eugénio Manuvakola, teve com ele cinco filhos, com destaque para a também política Navita Ngolo. Seus passatempos são ler, costurar, cuidar de plantas e desenhar. O livro favorito é Les Misérables de Victor Hugo.